# Котуйкан (приток Котуя)

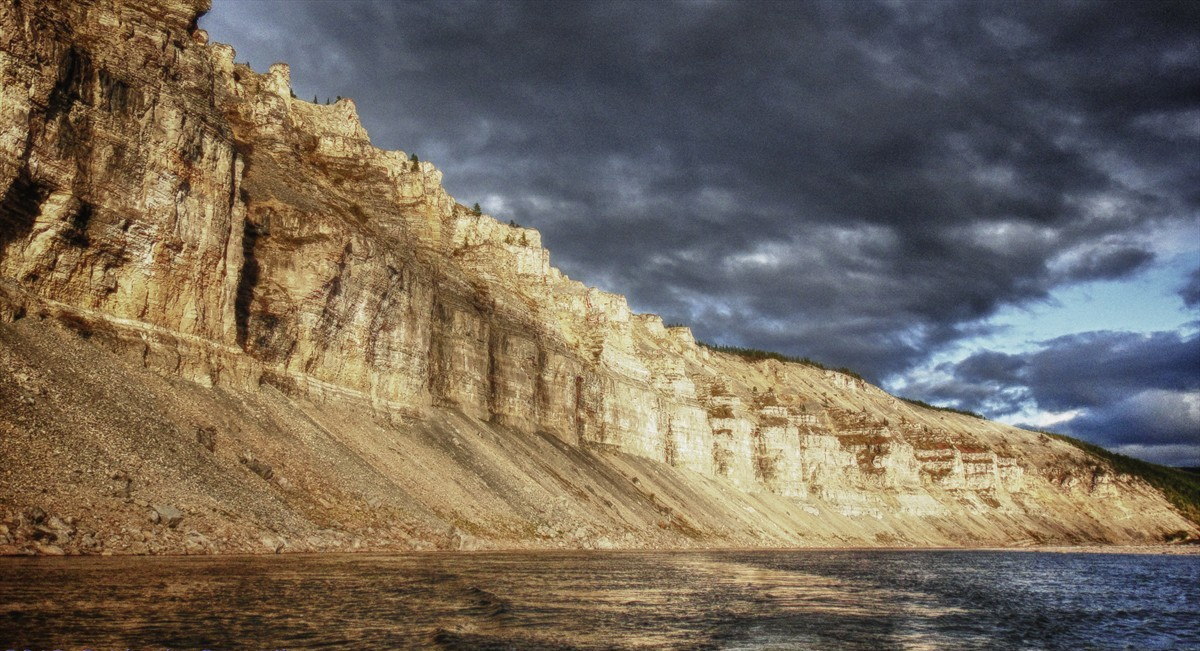
Берег Котуйкана

Котуйкан — река в Таймырском Долгано-Ненецком районе Красноярского края России, правый приток реки Котуй (бассейн Хатанги).

## Общая информация
Длина реки составляет 447 км. Площадь бассейна — 24,3 тыс. км². Река стекает с самой возвышенной части Анабарского плато, протекая по его северным предгорьям в глубокой долине, течение быстрое. Питание снеговое и дождевое. Впадает в Котуй в 234 км от его устья (461 км от устья Хатанги).
Особенностью бассейна реки являются геолого-геоморфологические составляющие ландшафта. По значительной части берегов Котуйкана 1,5 млрд лет почти строго горизонтально лежат морские отложения, вскрытые эрозионными каньонами глубиной в десятки метров. Местами встречаются красноцветные аркозовые песчаники мукунской серии позднего протерозоя, на некоторых кусках которых видны отпечатки микроряби, копирующей мелко-волнистую рябь современных песчаных берегов, которая возникла на мелководье в те времена, когда эти участи суши были дном моря.

## Данные водного реестра
По данным государственного водного реестра России и геоинформационной системы водохозяйственного районирования территории РФ, подготовленной Федеральным агентством водных ресурсов:
- Бассейновый округ — Енисейский
- Речной бассейн — Хатанга
- Речной подбассейн — Котуй
- Водохозяйственный участок — Котуй
- Код водного объекта — 17040200112117600016707

### Основные притоки
(расстояние от устья)
- 54 км — река Дёгдё (лв)
- 102 км — река Илья (лв)